# Biuku Gasa y Eroni Kumana
Biuku Gasa y Eroni Kumana fueron dos nativos de las Islas Salomón, descendientes de melanesianos, que descubrieron a John F. Kennedy y al resto de la tripulación de la Lancha torpedera PT-109 después de que esta colisionara con el destructor japonés Amagiri, cerca de la Isla Plum Pudding (actualmente isla Kennedy) el 2 de agosto de 1943.
Durante la Segunda Guerra Mundial, Biuku Gasa y Eroni Kumana estaban encargados de patrullar las aguas del Mar de Salomón cerca de Gizo junto al observador australiano Subteniente Arthur Reginald Evans. El 2 de agosto, Evans les ordenó a ambos que buscaran con sus canoas cayuco a posibles sobrevivientes del PT-109. Kennedy y sus hombres sobrevivieron alimentándose de cocos durante seis días antes de que estos dos isleños los encontraran. Por desgracia, la tripulación del PT-109 no cabía en las canoas; además, es posible que los isleños no pudieran entenderse con la tripulación de habla inglesa. Ante la ausencia de escritura, Gasa sugirió que Kennedy grabara un mensaje en un coco. Este mensaje fue entregado a una base aliada a 65 kilómetros (35 millas náuticas), de distancia, la tripulación de la lancha torpedera PT-109 fue rescatada con éxito por la PT-157 y llevada a salvo a la base de Rendova.
- Datos: Q879140